# قلعه اسماعیل‌آباد
قلعه اسماعیل‌آباد مربوط به اواخر دوره صفوی - دوره قاجار است و در شهرستان داورزن، روستای غنی‌آباد واقع شده و این اثر در تاریخ ۱۶ اسفند ۱۳۸۴ با شمارهٔ ثبت ۱۴۳۳۶ به‌عنوان یکی از آثار ملی ایران به ثبت رسیده‌است.